# CRS Racing
CRS Racing é uma equipe britânica de automobilismo fundada pelo piloto britânico Andrew Kirkaldy e pelo empresário canadense-grego Chris Niarchos. A equipe foi fundada em 2007, mas baseia-se na antiga equipe de Kirkaldy conhecida como Team AKA que competiu no Campeonato Britânico de Fórmula Renault a partir de 2004. Niarchos, fundador do Grupo Cobra, patrocinou e depois se associou com a equipe de Kirkaldy antes de ser reformulado em 2007, a fim de expandir para além da Fórmula Renault para entrar no Campeonato Europeu FIA GT e British GT Championship.